# Season 8 Favorite Performances (album Adama Lamberta)
Season 8 Favorite Performances − wydany w 2009 roku album Adama Lamberta po jego udziale w American Idol. Album ukazał się poprzez iTunes cyfrowo i składa się z występów Lamberta w 8 sezonie American Idol oraz Nokia Theater w Los Angeles. iTunes wydało również podobny album zawierający wykonania zwycięzcy amerykańskiego Idola Krisa Allena.

## Spis utworów
1. Black or White (oryginalnie przez Michaela Jacksona) - 2:59
2. Born to Be Wild (oryginalnie przez Steppenwolf) - 2:53
3. Cryin' (oryginalnie przez Aerosmith) - 4:27
4. Feeling Good (oryginalnie przez Sammy Davis Jr.) - 3:21
5. If I Can't Have You (oryginalnie przez Yvonne Elliman) - 3:54
6. Mad World (oryginalnie przez Tears for Fears) - 3:04
7. One (oryginalnie przez U2) - 4:08
8. Play That Funky Music (oryginalnie przez Wild Cherry) - 3:27
9. Ring of Fire (oryginalnie przez Anite Carter) - 3:02
10. The Tracks of My Tears (oryginalnie przez The Miracles) - 3:02
11. Whole Lotta Love (oryginalnie przez Led Zeppelin) - 3:24
12. A Change Is Gonna Come (oryginalnie przez Sam Cooke) - 3:20

## Listy przebojów
| Lista (2009)                          | Najwyższa pozycja |
| ------------------------------------- | ----------------- |
| U.S. Billboard 200                    | 33                |
| U.S. Billboard Top Independent Albums | 4                 |